# Luxemburg op het Eurovisiesongfestival 1978
Luxemburg nam deel aan het Eurovisiesongfestival 1978 in Parijs, Frankrijk. Het was de tweeëntwintigste deelname van het land aan het Eurovisiesongfestival. De groep Baccara zong het lied Parlez-vous français?.

## Selectieprocedure
In tegenstelling tot een jaar eerder, werd in 1978 weer gekozen voor een nationale finale door de Luxemburgse nationale omroep. 
Vijf acts namen deel aan deze finale, waaronder ook Liliane Saint-Pierre, die België in 1987 zou vertegenwoordigen.
De Spaanse groep Baccara won met 62 punten, 6 punten meer dan de nummer twee.
| Volgorde | Artiest              | Lied                      | Punten | Plaats |
| -------- | -------------------- | ------------------------- | ------ | ------ |
| 1        | Jean-Paul Cara       | Un arbre dans la ville    | 62     | 2      |
| 2        | Gitte Hænning        | Rien qu'une femme         | 56     | 3      |
| 3        | Jairo                | Dans les yeux d'un enfant | 51     | 5      |
| 4        | Baccara              | Parlez-vous français?     | 80     | 1      |
| 5        | Liliane Saint-Pierre | Mélodie                   | 52     | 4      |

## In Parijs
Op het songfestival trad Luxemburg als zeventiende aan, na Denemarken en voor Israël. Op het einde van de puntentelling bleek dat Baccara op een zevende plaats was geëindigd met 73 punten. 
Ze ontvingen van drie landen het maximum van 12 punten.
Nederland en België gaven allebei 3 punten aan het lied.

### Gekregen punten

#### Finale
| 12 punten                    | 10 punten | 8 punten             | 7 punten                           | 6 punten          |
| ---------------------------- | --------- | -------------------- | ---------------------------------- | ----------------- |
| - Italië - Portugal - Spanje |           |                      | - Denemarken - Verenigd Koninkrijk | - Monaco - Zweden |
| 5 punten                     | 4 punten  | 3 punten             | 2 punten                           | 1 punt            |
|                              |           | - België - Nederland | - Ierland - Turkije                | - Griekenland     |

### Punten gegeven door Luxemburg

#### Finale
Punten gegeven in de finale:
| 12 punten | Israël              |
| 10 punten | Ierland             |
| 8 punten  | Zwitserland         |
| 7 punten  | België              |
| 6 punten  | Nederland           |
| 5 punten  | Verenigd Koninkrijk |
| 4 punten  | Griekenland         |
| 3 punten  | Italië              |
| 2 punten  | Spanje              |
| 1 punt    | Frankrijk           |

1956 · 1957 · 1958 · 1959 · 1960 · 1961 · 1962 · 1963 · 1964 · 1965 · 1966 · 1967 · 1968 · 1969 · 1970 · 1971 · 1972 · 1973 · 1974 · 1975 · 1976 · 1977 · 1978 · 1979 · 1980 · 1981 · 1982 · 1983 · 1984 · 1985 · 1986 · 1987 · 1988 · 1989 · 1990 · 1991 · 1992 · 1993 · 1994-2023 · 2024 · 2025